# Eric Le Van
Éric Le Van est un pianiste américain de notoriété internationale. Il est remarqué notamment pour ses interprétations non-conformistes de la musique de Brahms et de Scriabine.

## Biographie
Eric Le Van est né à Los Angeles le 14 juin 1964. Bien qu’élève du maître Earle C. Voorhies (ancien élève d’Alexandre Ziloti), étudiant à l’université du Sud de la Californie puis à la Musik-Akademie de Bâle dans la classe de Rudolf Buchbinder, il se forme essentiellement en autodidacte. Passionné de littérature, d’histoire et de philosophie, il est également violoniste avant de décider à l’âge de 16 ans de se consacrer exclusivement au piano.
En 1988, il s’installe à Bâle (Suisse), puis en Alsace dans un village de montagne (France). C’est dans cette région qu’il fonde le Festival Franz Liszt dont il assume la direction artistique entre 1997 et 2003 à Munster puis à Ingersheim. À l’âge de 23 ans, il réalise son premier enregistrement des œuvres pour piano de Johannes Brahms. Il est alors reconnu par la critique comme un interprète majeur de la musique de Brahms.
En 1998, il enregistre pour BMG-Arte Nova la musique de chambre pour piano et violoncelle de Franz Liszt avec le violoncelliste Guido Schiefen (réédité sur le label Oehms Classics). Ce disque réalisé sur le « Liszt Flugel » (piano historique de Bayreuth) est primé Meilleur disque de musique de chambre de l’année 2000 dans la Neue Musik Zeitung. De même, la parution des Mazurkas d’Alexandre Scriabine, en collaboration avec la Bayerisher Rundfunk et Music & Arts en 2003, remporte l’adhésion de la critique. Il se consacre également à la vulgarisation de répertoires moins connus (la musique de chambre de Joachim Raff notamment).
Il se produit dans de nombreux festivals en Europe et aux États-Unis, dont les Fêtes Romantiques de Nohant, le Festival Franz Liszt à Weimar, les Journees de Musique de Chambre de Mettlach et le Festival International Beethovenfest Bonn, ainsi qu'au Kennedy Center et à la Library of Congress à Washington D.C..
Il réside actuellement aux États-Unis.

## Discographie
- Johannes Brahms, Sonates n° 1 & 2, Gallo CD-946.
- Franz Liszt, Complete Works for Cello and piano, Guido Schiefen, violoncelle, Arte Nova 74321 76809 2.
- Joseph Joachim Raff, Sonatillen for violin and piano op. 99 et 6 Morceaux for violin and piano op. 85, Michaela Paetsch, violon. Tudor 7109.
- Franz Liszt Complete works for Cello and Piano, , Guido Schiefen, violoncelle. Oehms Classics OC 246.
- Alexandre Scriabine, Complete Mazurkas Music & Arts CD-1125.